# آرون دسنر
آرون دسنر (انگلیسی: Aaron Dessner؛ زادهٔ ۲۳ آوریل ۱۹۷۶) یک موسیقی‌دان، ترانه‌سرا و تهیه‌کننده موسیقی آمریکایی است. او بیشتر به عنوان یکی از اعضای مؤسس گروه راک د نشنال شناخته می‌شود که با آنها هشت آلبوم استودیویی ضبط کرده‌است. او همچنین یکی از بنیانگذاران گروه مستقل بیگ رد مشین، که با جاستین ورنون از بون ایور همکاری می‌کند. و یکی از همکاران در آلبوم‌های استودیویی تیلور سوئیفت، فولکلور و اورمور، که هر دو برای جایزه گرمی آلبوم سال به ترتیب در سال‌های ۲۰۲۱ و ۲۰۲۲ رقابت کردند و اولی برنده این جایزه شد.
دسنر آهنگ‌هایی از تیلور سوئیفت، مایکل استایپ، گریسی آبرامز، خرگوش ترسیده، بن هوارد، شارون ون اتن، بومیان محلی، این کیت است، آدیا ویکتوریا، لیزا هانیگان و لون بیلو را نوشته، تهیه یا ساخته‌است. در میان دیگران. این زوج با همکاری برادر دوقلوی خود برایس، مجموعه‌های خیریه، شب تاریک بود «۲۰۰۹» و روز مردگان «۲۰۱۶» را برای سازمان رد هات سرپرستی و تهیه کردند. دسنر سه فستیوال موسیقی را تأسیس کرد و سرپرستی کرد: اوکس کلرز در او کلیر، ویسکانسین، همراه با شریک خود ورنون، در کپنهاگ با برادرش برایس، و جشنواره موسیقی بوستون کالینگ.
در ۱۹ مه ۲۰۲۲، در کنار کوئست‌لاو، دسنر را به دلیل «اشتیاق او برای جستجوی فرصت‌ها، اینکه واقعاً یک همکار متفکر باشد، و کسی که تک تک دانشجویان را تشویق کند، دکترای افتخاری هنرهای زیبا از دانشگاه هنر دریافت کرد. در یوآرتس با همتایان خود در رشته‌ها، فرصت‌های جدید و ایده‌های جدید کاوش کنند.» تحسین کرد.